# Time Pieces: Best of Eric Clapton

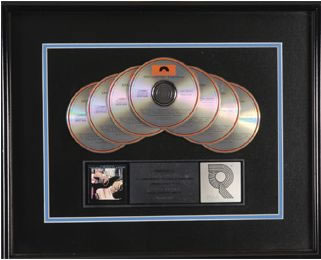
7 veces disco de platino la RIAA.

Time Pieces: Best of Eric Clapton es un álbum recopilatorio del músico y compositor británico Eric Clapton, lanzado en mayo de 1982, y que incluye sus grandes éxitos, a excepción de los provenientes de los álbumes No Reason to Cry y Another Ticket. En la portada del álbum aparece su famosa guitarra Stratocaster, Blackie.

## Lista de canciones
1. "I Shot The Sheriff" (de 461 Ocean Boulevard)
2. "After Midnight" (de Eric Clapton)
3. "Knockin' on Heaven's Door" (sencillo)
4. "Wonderful Tonight" (de Slowhand)
5. "Layla" (de Layla and Other Assorted Love Songs) (interpretada por Derek and the Dominos)
6. "Cocaine" (de Slowhand)
7. "Lay Down Sally" (de Slowhand)
8. "Willie And The Hand Jive" (de 461 Ocean Boulevard)
9. "Promises" (de Backless)
10. "Swing Low, Sweet Chariot" (de There's One in Every Crowd)
11. "Let It Grow" (de 461 Ocean Boulevard)